# Shanksville
Shanksville est un borough du comté de Somerset, en Pennsylvanie (États-Unis), devenu internationalement connu à la suite des attentats du 11 septembre 2001 avec le crash du vol 93.

## Géographie
Shanksville se situe dans le sud de l'État américain de Pennsylvanie, dans le township de Stonycreek et le comté de Somerset. Le borough s'étend sur 0,5 km2. Avec une altitude de 680 mètres, il s'agit de la 7e ville la plus élevée de Pennsylvanie.

## Histoire

Nuage de fumée peu après le crash du vol UA93 dans un champ près de Shanksville.

Christian Shank, un immigré allemand, construit une cabane à Stony Creek en 1798, puis une minoterie et deux scieries aux alentours. En 1829, il y établit le village de Shanksville. Le village devient un borough le 25 janvier 1913.
Le 11 septembre 2001, lors des attentats qui ont touché le nord-est des États-Unis, le vol 93 United Airlines s'écrase dans un champ à quelques kilomètres au nord du village. Les terroristes cherchaient à atteindre Washington D.C. pour détruire le Capitole ou la Maison-Blanche.

## Démographie
Shanksville comptait 245 habitants lors du recensement de 2000.

## Lieux et monuments
On trouve au nord du village, le Flight 93 National Memorial, inauguré dix ans après le 11 septembre 2001.